# Saison 2 de Good Girls
Chronologie
Saison 1 Saison 3
Cet article présente le guide des épisodes de la deuxième saison de la série télévisée américaine Good Girls.

## Généralités
- Aux États-Unis, la saison a été diffusée du 3 mars 2019 au 26 mai 2019 sur le réseau NBC[1].
- Dans le reste du monde, incluant le Canada et les pays francophones, elle est disponible depuis le 31 mai 2019 sur le service Netflix.

## Distribution

### Acteurs principaux
- Christina Hendricks (VF : Marine Jolivet) : Beth Boland
- Retta (VF : Emmanuelle Rivière) : Ruby Hill
- Mae Whitman (VF : Noémie Orphelin) : Annie Marks
- Matthew Lillard (VF : Boris Rehlinger) : Dean Boland
- Reno Wilson (en) : Stan Hill
- Manny Montana (VF : Eric Aubrahn) : Rio
- Lidya Jewett : Sara Hill
- Isaiah Stannard : Sadie Marks

### Acteurs récurrents
- Zach Gilford (VF : Stéphane Miquel) : Gregg
- David Hornsby (en) (VF : Alexandre Gillet) : Leslie « Boomer »
- James Lesure : l'agent Turner
- Kaitlyn Oechsle : Emma Boland
- Allison Tolman (VF : Barbara Delsol) : Mary Pat
- Lauren Stamile : Gretchen Zorada
- Sam Huntington : Noah (saison 2)

## Épisodes

### Épisode 1:Travaux manuels
- États-Unis : 3 mars 2019 sur NBC[2]
- reste du  : 31 mai 2019 sur Netflix[3]

- États-Unis : 2,75 millions de téléspectateurs[4] (première diffusion)

### Épisode 2:Ralentissez, des enfants jouent
- États-Unis : 10 mars 2019 sur NBC
- reste du  : 31 mai 2019 sur Netflix

- États-Unis : 2,46 millions de téléspectateurs[5] (première diffusion)

### Épisode 3:Vous êtes bien sur la messagerie de Leslie Peterson
- États-Unis : 17 mars 2019 sur NBC
- reste du  : 31 mai 2019 sur Netflix

- États-Unis : 2,36 millions de téléspectateurs[6] (première diffusion)

### Épisode 4:Choisis ton poison
- États-Unis : 24 mars 2019 sur NBC
- reste du  : 31 mai 2019 sur Netflix

- États-Unis : 2,31 millions de téléspectateurs[7] (première diffusion)

### Épisode 5:Tout doit disparaître
- États-Unis : 31 mars 2019 sur NBC
- reste du  : 31 mai 2019 sur Netflix

- États-Unis : 2,16 millions de téléspectateurs[8] (première diffusion)

### Épisode 6:Enlève ton pantalon
- États-Unis : 7 avril 2019 sur NBC
- reste du  : 31 mai 2019 sur Netflix

- États-Unis : 2,39 millions de téléspectateurs[9] (première diffusion)

### Épisode 7:Le Doudou
- États-Unis : 14 avril 2019 sur NBC
- reste du  : 31 mai 2019 sur Netflix

- États-Unis : 2,39 millions de téléspectateurs[10] (première diffusion)

### Épisode 8:Thelma et Louise
- États-Unis : 21 avril 2019 sur NBC
- reste du  : 31 mai 2019 sur Netflix

- États-Unis : 2,14 millions de téléspectateurs[11] (première diffusion)

### Épisode 9:Une dernière fois
- États-Unis : 28 avril 2019 sur NBC
- reste du  : 31 mai 2019 sur Netflix

- États-Unis : 2,34 millions de téléspectateurs[12] (première diffusion)

### Épisode 10:Ce pays est votre pays
- États-Unis : 5 mai 2019 sur NBC
- reste du  : 31 mai 2019 sur Netflix

- États-Unis : 2,25 millions de téléspectateurs[13] (première diffusion)

### Épisode 11:La Saison de la chasse
- États-Unis : 12 mai 2019 sur NBC
- reste du  : 31 mai 2019 sur Netflix

- États-Unis : 1,99 million de téléspectateurs[14] (première diffusion)

### Épisode 12:Jeff
- États-Unis : 19 mai 2019 sur NBC
- reste du  : 31 mai 2019 sur Netflix

- États-Unis : 2,35 millions de téléspectateurs[15] (première diffusion)

### Épisode 13:Roi
- États-Unis : 26 mai 2019 sur NBC
- reste du  : 31 mai 2019 sur Netflix

- États-Unis : 2,26 millions de téléspectateurs[16] (première diffusion)